# Tàu đệm từ sân bay Incheon
Tàu đệm từ sân bay Incheon là một tuyến tàu đệm từ ở Hàn Quốc mở cửa vào 3 tháng 2 năm 2016. Hàn Quốc trở thành quốc gia thứ 2 trên thế giới phát triển và vận hành tàu này sau tàu Linimo của Nhật Bản. Tàu có cảm hứng thiết kế tương lai hơn Linimo của Nhật Bản nhờ vậy nó nhẹ hơn và kinh phí xây dựng cũng giảm đi một nửa. Nó không thuộc Tàu điện ngầm Seoul nhưng nó đáp ứng đầy đủ nhu cầu của phương tiện vận chuyển nhanh. Đa số các công trình được hoàn thành vào tháng 11 năm 2012.
Nó liên kết Sân bay quốc tế Incheon đến Ga Yongyu và Leisure Complex khi vượt Đảo Yeongjong. Nó còn là ga chuyển đổi của tuyến AREX của Tàu điện ngầm Seoul tại Ga sân bay quốc tế Incheon và nó hoàn toàn miễn phí cho bất kì ai, hoạt động từ 9 sáng đến 6 chiều, mỗi chuyến 15 phút. Giờ hoạt động sẽ được tăng lên trong tương lai.

## Ga

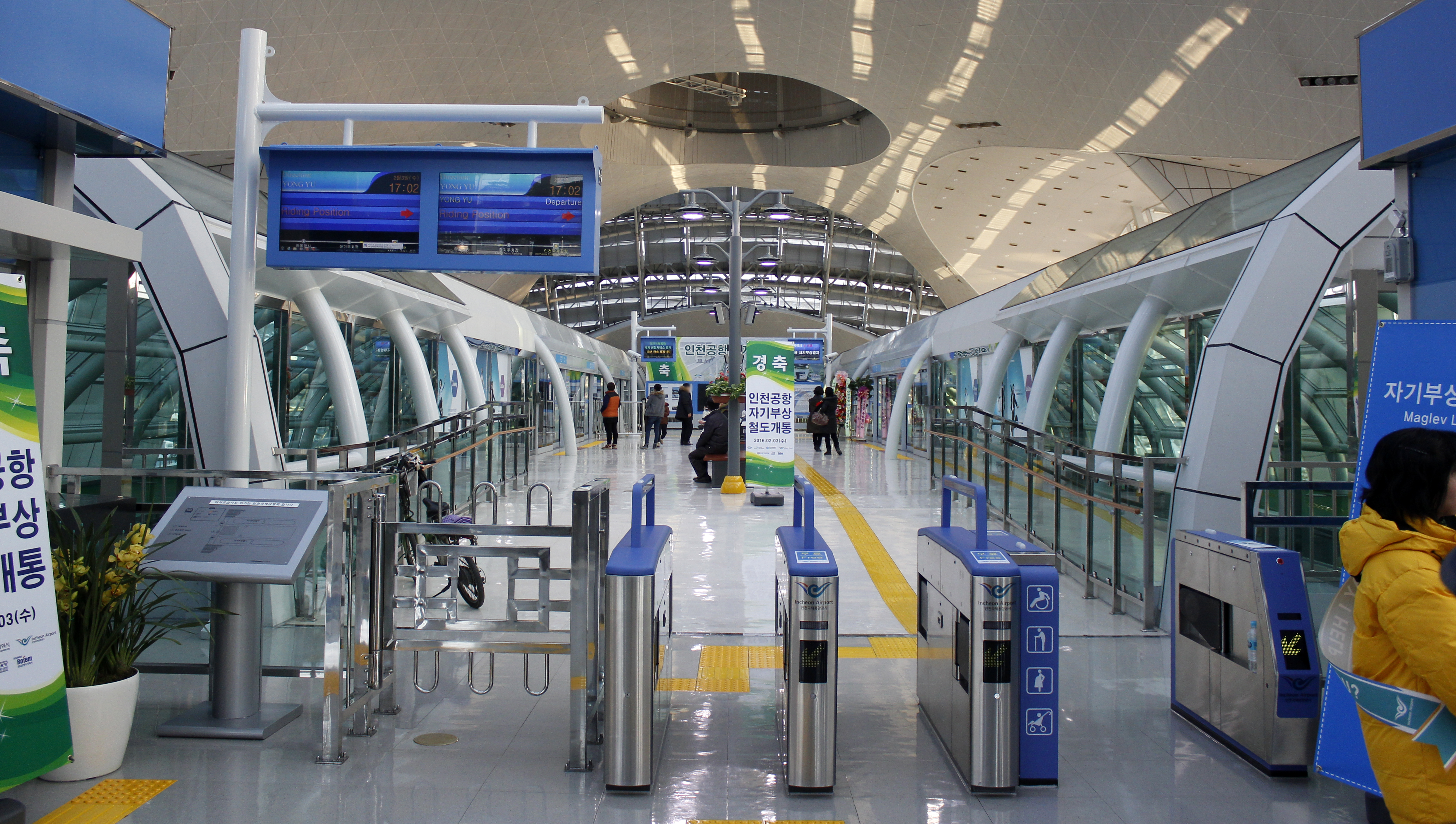
Sân ga tàu đệm từ ở sân bay Incheon

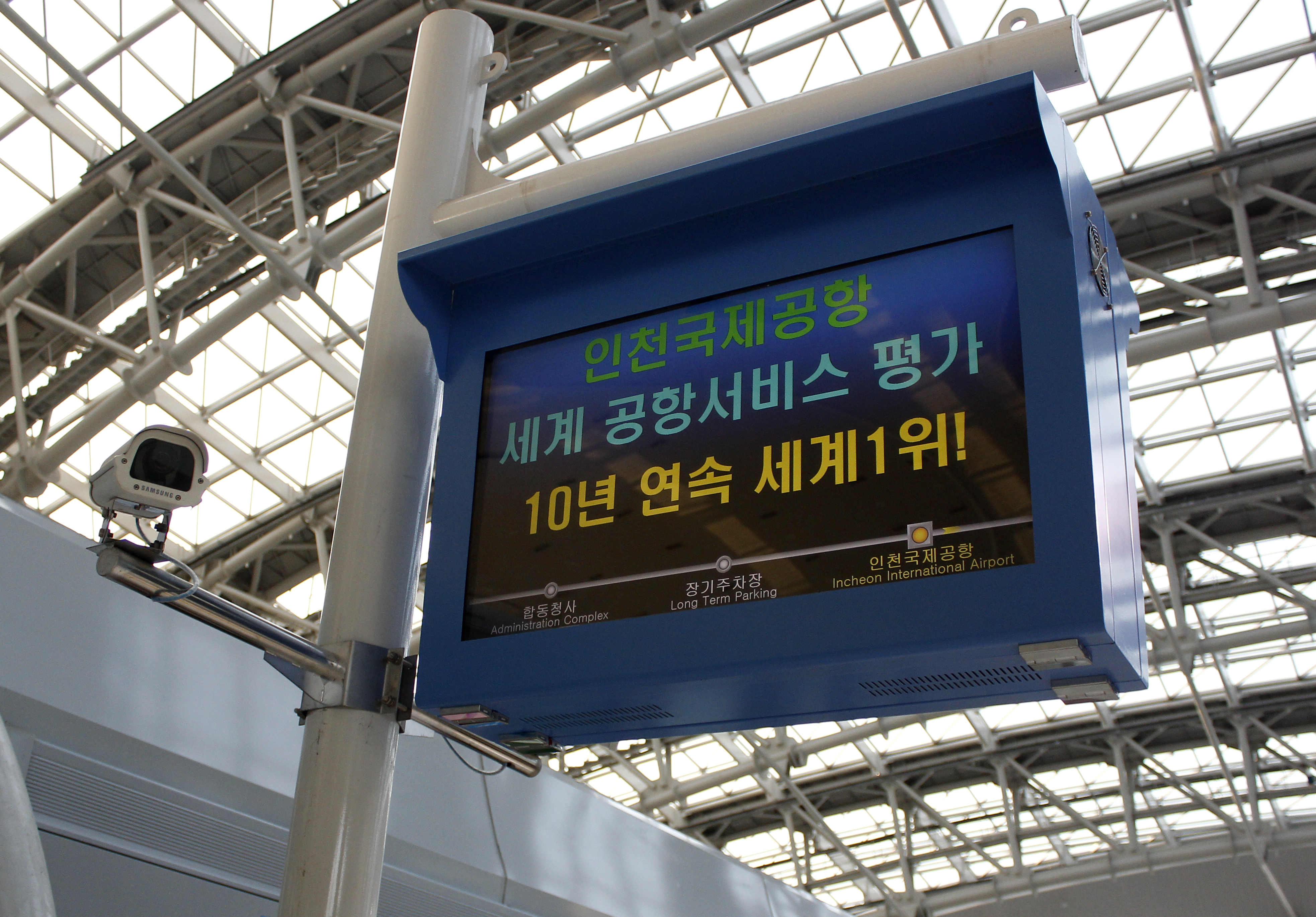
Màn hình tàu đệm đến tại sân bay Incheon

| Số ga | Tên ga                           | Tên ga         | Tên ga       | Chuyển tuyến | Khoảng cách | Tổng khoảng cách | Vị trí  | Vị trí  |
| Số ga | Tiếng Anh                        | Hangul         | Hanja        | Chuyển tuyến | Khoảng cách | Tổng khoảng cách | Vị trí  | Vị trí  |
| ----- | -------------------------------- | -------------- | ------------ | ------------ | ----------- | ---------------- | ------- | ------- |
| M01   | Nhà ga 1 sân bay Quốc tế Incheon | 인천국제공항   | 仁川國際空港 | (A10)        | 0.0         | 0.0              | Incheon | Jung-gu |
| M02   | Bãi đỗ xe dài hạn                | 장기주차장     | 長期駐車場   |              | 0.4         | 0.4              | Incheon | Jung-gu |
| M03   | Hành chính phức hợp              | 합동청사       | 合同廳舍     |              | 0.5         | 0.9              | Incheon | Jung-gu |
| M04   | Paradise City                    | 파라다이스시티 | 國際業務團地 |              | 0.4         | 1.3              | Incheon | Jung-gu |
| M05   | Water Park                       | 워터파크       | 워터파크     |              | 3           | 4.3              | Incheon | Jung-gu |
| M06   | Yongyu                           | 용유           | 龍遊         |              | 1.2         | 5.5              | Incheon | Jung-gu |

## Hình ảnh
- Nội thất bên trong của tàu đệm từ ECOBEE được sử dụng trong tàu đệm sân bay Incheon

## Liên kết
- Dữ liệu đường sắt tương lai (Tiếng Anh) "인천공항 자기부상열차"
- "Maglev Test," Korea JoongAng Daily (Tiếng Anh) "Maglev Test"